# Action Man (serial animowany)
Action Man (ang. Action Man, 1995–1996) – serial produkcji amerykańskiej. Zawiera 26 odcinków, podzielonych na 2 serie. Istnieje także inny serial animowany o nazwie Action Man z 2000 roku, emitowany dawniej w paśmie Bajkowe kino w TVN, a później w TVN Siedem w wersji z polskim lektorem, którym był Janusz Kozioł.

## Bohaterowie
- Action Man
- Gangrene
- Norris
- Jacques
- Natalie
- Dr X
- Knuck

### Spis odcinków
| N/o            | Polski tytuł                 | Angielski tytuł         |
| -------------- | ---------------------------- | ----------------------- |
|                |                              |                         |
| SERIA PIERWSZA |                              |                         |
|                |                              |                         |
| 01             | Wybuchowa sytuacja           | Explosive Situation     |
|                |                              |                         |
| 02             | Eliksir młodości             | Fountain of Youth       |
|                |                              |                         |
| 03             | Pamiątka z przeszłości       | Cybersoldier            |
|                |                              |                         |
| 04             |                              | You Can't Go Home Again |
|                |                              |                         |
| 05             |                              | Ancient History         |
|                |                              |                         |
| 06             |                              | The Red Plague          |
|                |                              |                         |
| 07             |                              | Peril at Perigee        |
|                |                              |                         |
| 08             |                              | Rogue Moons             |
|                |                              |                         |
| 09             |                              | Hands Down              |
|                |                              |                         |
| 10             |                              | We Come in Peace        |
|                |                              |                         |
| 11             |                              | R.A.I.D.                |
|                |                              |                         |
| 12             |                              | Skynap                  |
|                |                              |                         |
| 13             |                              | The Outside Edge        |
|                |                              |                         |
| SERIA DRUGA    |                              |                         |
|                |                              |                         |
| 14             | Czynnik X                    | The X Factor            |
|                |                              |                         |
| 15             |                              | Ice Age                 |
|                |                              |                         |
| 16             |                              | Soul of Evil            |
|                |                              |                         |
| 17             |                              | Deja Vu                 |
|                |                              |                         |
| 18             |                              | Satellite Down          |
|                |                              |                         |
| 19             |                              | Space Walk              |
|                |                              |                         |
| 20             | Niebezpieczeństwo na orbicie | The Most Dangerous Prey |
|                |                              |                         |
| 21             |                              | Points of Danger        |
|                |                              |                         |
| 22             | Fałszywe meteory             | Crack of Doom           |
|                |                              |                         |
| 23             |                              | Space Wars              |
|                |                              |                         |
| 24             |                              | Past Performance        |
|                |                              |                         |
| 25             |                              | A Time for Action       |
| 26             |                              | A Time for Action       |
|                |                              |                         |